# Brug bij Kwaadmechelen Zwartenhoek
De brug bij Kwaadmechelen Zwartenhoek is een brug over het Albertkanaal nabij Kwaadmechelen in de Belgische gemeente Ham. De brug maakt deel uit van de gewestweg N141. Sinds 2020 is dit een boogbrug, eerder was hier een liggerbrug. 